# Susan Richardson
Susan Richardson (11 de marzo de 1952, Coatesville, Pensilvania, Estados Unidos) es una actriz estadounidense, especialmente recordada por el papel de Susan Bradford en la serie de televisión Con ocho basta, que interpretó entre 1977 y 1981.

## Biografía
Comenzó su carrera interpretativa como aficionada cuando estudiaba secundaria. Tras graduarse en 1970, se traslada a Hollywood en 1971. En los seis años siguientes interpreta pequeños papeles en películas como American Graffiti (1973), de George Lucas o Ha nacido una estrella (1976) (1976), de Frank Pierson, protagonizada por Barbra Streisand, así como personajes episódicos en las series Happy Days y Las calles de San Francisco.
En 1977 es seleccionada para interpretar a Susan, la cuarta de los ocho hijos de Tom Bradford (Dick Van Patten), en la que llegaría a ser una de las series más recordadas de la década: Eight is enough.
El 15 de marzo de 1978 contrajo matrimonio con Michael Virden, y poco después se quedó embarazada, al igual que su personaje en la serie, que se había casado con el exjugador de baseball Merle, la Perla (Brian Patrick Clarke). Dio a luz a su hija Sarah el 27 de febrero de 1980. 
Tras la cancelación de la serie, en 1981, puso en marcha un grupo musical llamado Harmony, que no tuvo excesivas repercusiones y tuvo que combatir una adicción a la morfina.
Con posterioridad intervino en sendas películas realizadas para televisión que daban continuidad a Con ocho basta, y que se emitieron en 1987 y 1989 respectivamente.
Finalmente, se retiró del mundo de la interpretación y trabajó en una residencia de discapacitados. A principios de 2013 vivía casi en la indigencia en una caravana.